# Lijst van Matchless-motorfietsen

## Voor de Tweede Wereldoorlog
| Type                           | Periode | Motor     | Categorie |
| ------------------------------ | ------- | --------- | --------- |
| Matchless Model 34/F7          | 1934    | 245cc-SV  | Toer      |
| Matchless Sports 250 De Luxe   | 1934    | 245cc-OHV | Sport     |
| Matchless Sports 250           | 1934    | 245cc-OHV | Sport     |
| Matchless Model 35/F4 De Luxe  | 1935    | 245cc-OHV | Sport     |
| Matchless Model 35/F4          | 1935    | 245cc-OHV | Sport     |
| Matchless Model 35/F7          | 1935    | 245cc-SV  | Toer      |
| Matchless Model 36/F7          | 1936    | 245cc-SV  | Toer      |
| Matchless Model 36/G2 De Luxe  | 1936    | 245cc-OHV | Sport     |
| Matchless Model 36/G2          | 1936    | 245cc-OHV | Sport     |
| Matchless Model 36/G2M De Luxe | 1936    | 245cc-OHV | Sport     |
| Matchless Model 36/G2M         | 1936    | 245cc-OHV | Sport     |
| Matchless Model 37/G2 De Luxe  | 1937    | 245cc-OHV | Sport     |
| Matchless Model 37/G2          | 1937    | 245cc-OHV | Sport     |
| Matchless Model 37/G2M De Luxe | 1937    | 245cc-OHV | Sport     |
| Matchless Model 37/G2M         | 1937    | 245cc-OHV | Sport     |
| Matchless Model 37/G2MC        | 1937    | 245cc-OHV | Sport     |
| Matchless Model 37/G7          | 1937    | 245cc-SV  | Toer      |
| Matchless Model 38/G2 De Luxe  | 1938    | 245cc-OHV | Sport     |
| Matchless Model 38/G2          | 1938    | 245cc-OHV | Sport     |
| Matchless Model 38/G2M De Luxe | 1938    | 245cc-OHV | Sport     |
| Matchless Model 38/G2M         | 1938    | 245cc-OHV | Sport     |
| Matchless Model 38/G2MC        | 1938    | 245cc-OHV | Sport     |
| Matchless Model 38/G7          | 1938    | 245cc-SV  | Toer      |
| Matchless Model 39/G2 De Luxe  | 1939    | 245cc-OHV | Sport     |
| Matchless Model 39/G2          | 1939    | 245cc-OHV | Sport     |
| Matchless Model 39/G2M De Luxe | 1939    | 245cc-OHV | Sport     |
| Matchless Model 39/G2M         | 1939    | 245cc-OHV | Sport     |
| Matchless Model 39/G2MC        | 1939    | 245cc-OHV | Sport     |
| Matchless Model 39/G7          | 1939    | 245cc-SV  | Toer      |

| Type                                | Periode   | Motor    | Categorie       |
| ----------------------------------- | --------- | -------- | --------------- |
| Matchless Model 1 2½ HP Lady's      | 1912-1913 | 293cc-SV | Damesmotorfiets |
| Matchless Model 2 2½ HP Lightweight | 1912-1913 | 293cc-SV | Toer            |

| Type                          | Periode   | Motor     | Categorie          |
| ----------------------------- | --------- | --------- | ------------------ |
| Matchless Model L/2           | 1923      | 348cc-SV  | Toer               |
| Matchless Model L/3           | 1924      | 348cc-SV  | Toer               |
| Matchless Model L/R2          | 1924-1929 | 348cc-OHV | Sport/Clubmanracer |
| Matchless Model L/4           | 1925-1926 | 348cc-SV  | Toer               |
| Matchless Model 35/D3 De Luxe | 1935      | 348cc-OHV | Sport              |
| Matchless Model 35/D3         | 1935      | 348cc-OHV | Sport              |
| Matchless Model 36/G3         | 1936      | 348cc-OHV | Toer/sport         |
| Matchless Model 36/G3C        | 1936      | 348cc-OHV | Terreinmotor       |
| Matchless Model 37/G3         | 1937      | 348cc-OHV | Toer/sport         |
| Matchless Model 37/G3C        | 1937      | 348cc-OHV | Terreinmotor       |
| Matchless Model 38/G3         | 1938      | 348cc-OHV | Toer/sport         |
| Matchless Model 38/G3C        | 1938      | 348cc-OHV | Terreinmotor       |
| Matchless WG3/L               | 1939      | 348cc-OHV | Militair           |
| Matchless G3                  | 1939-1941 | 348cc-OHV | Toer               |
| Matchless G3/L                | 1939-1955 | 348cc-OHV | Militair/toermotor |

| Type                               | Periode | Motor    | Categorie           |
| ---------------------------------- | ------- | -------- | ------------------- |
| Matchless Silver Arrow             | 1930    | 391cc-SV | Toer/zijspantrekker |
| Matchless Silver Arrow De Luxe     | 1930    | 391cc-SV | Toer/zijspantrekker |
| Matchless Silver Arrow A/2         | 1931    | 393cc-SV | Toer/zijspantrekker |
| Matchless Silver Arrow De Luxe A/2 | 1931    | 393cc-SV | Toer/zijspantrekker |

| Type                           | Periode   | Motor     | Categorie           |
| ------------------------------ | --------- | --------- | ------------------- |
| Matchless Model 3 3½ HP        | 1912-1913 | 482cc-SV  | Toer                |
| Matchless Model 4 3½ HP TT     | 1912-1913 | 482cc-SV  | Sport               |
| Matchless Model L/S            | 1926      | 500cc-SV  | Toer/zijspantrekker |
| Matchless Model 35/CS De Luxe  | 1935      | 491cc-OHV | Sport               |
| Matchless Model 35/CS          | 1935      | 491cc-OHV | Sport               |
| Matchless Model 35/D5 De Luxe  | 1935      | 497cc-SV  | Toer/zijspantrekker |
| Matchless Model 35/D5          | 1935      | 497cc-SV  | Toer/zijspantrekker |
| Matchless Model 35/D80 De Luxe | 1935      | 498cc-OHV | Sport               |
| Matchless Model 35/D80         | 1935      | 498cc-OHV | Sport               |
| Matchless Model 35/D90 De Luxe | 1935      | 498cc-OHV | Sport               |
| Matchless Model 35/D90         | 1935      | 498cc-OHV | Sport               |
| Matchless Model 36/D5          | 1936      | 497cc-SV  | Toer/zijspantrekker |
| Matchless Model 36/G80         | 1936      | 497cc-OHV | Sport               |
| Matchless Model 36/G80C        | 1936      | 497cc-OHV | Sport               |
| Matchless Model 37/G80         | 1937      | 497cc-OHV | Sport               |
| Matchless Model 37/G80C        | 1937      | 497cc-OHV | Terreinmotor        |
| Matchless Model 37/G5          | 1937      | 497cc-SV  | Toer/zijspantrekker |
| Matchless Model 38/G5          | 1938      | 497cc-SV  | Toer/zijspantrekker |
| Matchless G80                  | 1938-1939 | 497cc-OHV | Sport               |
| Matchless G80C                 | 1938-1939 | 497cc-OHV | Sport               |
| Matchless G90                  | 1938-1939 | 497cc-OHV | Sport               |
| Matchless G90C                 | 1938-1939 | 497cc-OHV | Sport               |
| Matchless Model 39/G5          | 1939      | 497cc-SV  | Toer/zijspantrekker |

| Type                                    | Periode   | Motor    | Categorie           |
| --------------------------------------- | --------- | -------- | ------------------- |
| Matchless Model 2 3 HP Twin Lightweight | 1912-1913 | 585cc-SV | Toer                |
| Matchless Model 35/C De Luxe            | 1935      | 583cc-SV | Toer/zijspantrekker |
| Matchless Model 35/C                    | 1935      | 583cc-SV | Toer/zijspantrekker |

| Type                                     | Periode   | Motor    | Categorie |
| ---------------------------------------- | --------- | -------- | --------- |
| Matchless Silver Hawk De Luxe            | 1930-1932 | 592cc-SV | Toer      |
| Matchless Silver Hawk                    | 1930-1932 | 592cc-SV | Toer      |
| Matchless Model 33/B Silver Hawk         | 1933      | 592cc-SV | Toer      |
| Matchless Model 34/B Silver Hawk         | 1934      | 592cc-SV | Toer      |
| Matchless Model 35/B Silver Hawk De Luxe | 1935      | 592cc-SV | Toer      |
| Matchless Model 35/B Silver Hawk         | 1935      | 592cc-SV | Toer      |

| Type                        | Periode   | Motor    | Categorie |
| --------------------------- | --------- | -------- | --------- |
| Matchless Model 5 6 HP Twin | 1912-1913 | 654cc-SV | Toer      |

| Type                        | Periode   | Motor    | Categorie                  |
| --------------------------- | --------- | -------- | -------------------------- |
| Matchless Model H Flat Twin | 1916-1917 | 731cc-SV | zijspantrekker (prototype) |

| Type              | Periode   | Motor    | Categorie      |
| ----------------- | --------- | -------- | -------------- |
| Matchless 6 HP    | 1909-1911 | 770cc-SV | Zijspantrekker |
| Matchless Model 7 | 1912-1913 | 770cc-SV | Zijspantrekker |

| Type                           | Periode   | Motor     | Categorie           |
| ------------------------------ | --------- | --------- | ------------------- |
| Matchless Model 5 8 HP Twin    | 1912-1913 | 965cc-SV  | Toer                |
| Matchless Model 6 5 HP TT Twin | 1912-1913 | 965cc-OHV | Sport               |
| Matchless Model 8B             | 1914-1915 | 996cc-SV  | Toer/zijspantrekker |
| Matchless Model 8B/2           | 1914-1915 | 996cc-SV  | Zijspantrekker      |
| Matchless War Model            | 1918      | 976cc-SV  | Militair            |
| Matchless Model H              | 1919-1924 | 976cc-SV  | Toer/zijspantrekker |
| Matchless Model H              | 1920-1921 | 996cc-IOE | Toer/zijspantrekker |
| Matchless Model J              | 1922-1923 | 976cc-SV  | Toer/zijspantrekker |
| Matchless Model J              | 1922-1923 | 996cc-IOE | Toer/zijspantrekker |
| Matchless Model M/3            | 1924      | 976cc-SV  | Zijspantrekker      |
| Matchless Model M/4            | 1924      | 996cc-IOE | Zijspantrekker      |
| Matchless Model M/3            | 1925-1928 | 982cc-SV  | Zijspantrekker      |
| Matchless Model M/3S           | 1925-1928 | 982cc-SV  | Sport               |
| Matchless Model X/R            | 1929      | 982cc-SV  | Sport               |
| Matchless Model X              | 1929      | 982cc-SV  | Toer                |
| Matchless Model X/2            | 1930      | 982cc-SV  | Toer                |
| Matchless Model X/R2           | 1930      | 982cc-SV  | Sport               |
| Matchless Model X/R3           | 1931      | 982cc-SV  | Sport               |
| Matchless Model X/3            | 1931-1932 | 982cc-SV  | Toer                |
| Matchless Model 33/X3          | 1933      | 982cc-SV  | Toer/zijspantrekker |
| Matchless Model 34/X4          | 1934      | 982cc-SV  | Toer/zijspantrekker |
| Matchless Model 35/X4          | 1935      | 982cc-SV  | Toer/zijspantrekker |
| Matchless Model 36/X4          | 1936      | 982cc-SV  | Toer/zijspantrekker |
| Matchless Model 37/X4          | 1937      | 982cc-SV  | Toer/zijspantrekker |
| Matchless Model 38/X4          | 1938      | 982cc-SV  | Toer/zijspantrekker |
| Matchless Model 39/X4          | 1939-1940 | 982cc-SV  | Toer/zijspantrekker |

| Model 7 8HP uit 1913                  |
| War Model uit 1918                    |
| Model H uit 1919                      |
| Model L/4 uit 1926                    |
| Model L/S uit 1926                    |
| Silver Arrow uit 1930                 |
| Silver Hawk uit 1931                  |
| Model 36 X/4 uit 1936                 |
| Model 38/G2M Clubman de Luxe uit 1938 |
| G90 Super Clubman uit 1939            |
| G3 uit 1939                           |
| W3GL uit de Tweede Wereldoorlog       |

## Na de Tweede Wereldoorlog
| Type             | Periode   | Motor     | Categorie |
| ---------------- | --------- | --------- | --------- |
| Matchless G2 CS  | 1958-1966 | 249cc-OHV | Sport     |
| Matchless G2 CSR | 1962-1966 | 249cc-OHV | Sport     |
| Matchless G2 S   | 1958-1966 | 249cc-OHV | Sport     |
| Matchless G2     | 1958-1966 | 249cc-OHV | Sport     |

| Type             | Periode   | Motor     | Categorie          |
| ---------------- | --------- | --------- | ------------------ |
| Matchless G3/L   | 1939-1955 | 348cc-OHV | Militair/toermotor |
| Matchless G3/LS  | 1949-1966 | 348cc-OHV | Toer               |
| Matchless G3/LC  | 1950-1955 | 348cc-OHV | Trialmotor         |
| Matchless G3/LCS | 1954-1966 | 348cc-OHV | Trialmotor         |
| Matchless G3/LCT | 1956-1958 | 348cc-OHV | Trialmotor         |
| Matchless G5     | 1960-1963 | 348cc-OHV | Toer               |

| Type                     | Periode   | Motor     | Categorie      |
| ------------------------ | --------- | --------- | -------------- |
| Matchless G80L           | 1945-1949 | 497cc-OHV | Toer           |
| Matchless G80LC          | 1947-1955 | 497cc-OHV | Terreinmotor   |
| Matchless G80CS          | 1949-1967 | 497cc-OHV | Terreinmotor   |
| Matchless G80S           | 1949-1967 | 497cc-OHV | Toer           |
| Matchless G80TCS Typhoon | 1959      | 497cc-OHV | Terreinmotor   |
| Matchless G50            | 1959-1962 | 496cc-OHV | Productieracer |
| Matchless G50 CSR        | 1962      | 496cc-OHV | Sport          |
| Matchless G85 CS         | 1964-1969 | 497cc-OHV | Crossmotor     |

| Type          | Periode   | Motor     | Categorie      |
| ------------- | --------- | --------- | -------------- |
| Matchless G9  | 1948-1958 | 498cc-OHV | Toer           |
| Matchless G45 | 1952-1957 | 498cc-OHV | Productieracer |

| Type          | Periode   | Motor     | Categorie |
| ------------- | --------- | --------- | --------- |
| Matchless G9B | 1953-1955 | 544cc-OHV | Toer      |

| Type             | Periode   | Motor     | Categorie |
| ---------------- | --------- | --------- | --------- |
| Matchless G11    | 1956-1959 | 593cc-OHV | Toer      |
| Matchless G11CS  | 1959      | 593cc-OHV | Scrambler |
| Matchless G11CSR | 1959      | 593cc-OHV | Sport     |

| Type                  | Periode   | Motor     | Categorie |
| --------------------- | --------- | --------- | --------- |
| Matchless G12         | 1958-1966 | 646cc-OHV | Toer      |
| Matchless G12 De Luxe | 1959-1966 | 646cc-OHV | Toer      |
| Matchless G12 CS      | 1959-1966 | 646cc-OHV | Scrambler |
| Matchless G12 CSR     | 1959-1966 | 646cc-OHV | Sport     |

| Type                | Periode   | Motor     | Categorie |
| ------------------- | --------- | --------- | --------- |
| Matchless 45        | 1962-1963 | 738cc-OHV | Toer      |
| Matchless G15/45    | 1962-1963 | 738cc-OHV | Toer      |
| Matchless G15 Mk II | 1963-1965 | 745cc-OHV | Toer      |
| Matchless G15 CS    | 1965-1966 | 745cc-OHV | Toer      |
| Matchless G15 CSR   | 1965-1968 | 745cc-OHV | Sport     |

| G80 uit 1946     |
| G3 L/S uit 1953  |
| G45 uit 1953     |
| G9 uit 1956      |
| G11 CS uit 1957  |
| G50 uit 1961     |
| G12 uit 1961     |
| G85 CS           |
| G15 CSR uit 1968 |